# Frédéric Pham
Frédéric Pham (Saigon, 17 de novembro de 1938) é um matemático e físico matemático vietnamita-francês, conhecido pela variedade de Brieskorn-Pham (exemplos explícitos de esferas exóticas).

## Educação e carreira
Pham estudou de 1957 a 1959 na École Polytechnique. De 1961 a 1969 trabalhou no Centre CEA de Saclay, onde desenvolveu sua tese de doutorado. Adicionalmente, durante estes anos frequentou o seminário conduzido por René Thom no Institut des Hautes Études Scientifiques (IHES). Em 1969 obteve um doutorado orientado por Raymond Stora em Saclay, com a tese Singularités des processus de diffusion multiple. Em 1970 tornou-se professor da Universidade de Nice Sophia Antipolis, onde aposentou-se em 2001.
Foi palestrante convidado do Congresso Internacional de Matemáticos em Nice (1970: Fractions lipschitziennes et saturation de Zariski des algèbres analytiques complexes).

## Publicações selecionadas
- Singularities of integrals. Homology, hyperfunctions and microlocal analysis, Springer Verlag, 2011.[3]
- Singularités des systèmes différentiels de Gauss-Manin, Birkhäuser, 1979.
- Introduction à l’étude  topologique des singularités de Landau, Mémorial des Sciences Mathématiques, vol. 164, Paris, Gauthier-Villars 1967.
- with  Nguyen Tien Dai and Nguyen Huu Duc: Singularités non dégénérées des systèmes de Gauss-Manin réticulés, Montreuil, Gauthier-Villars, 1981.
- as editor: Hyperfunctions and theoretical physics, Springer Verlag, 1975. (Conference at Nice May 1973)
- Singularités des courbes planes: une introduction à la géometrie analytique complexe, École polytechnique, 1972.
- Fonctions d’une ou deux variables Collections Sciences Sup, Dunod, 2003.
- Les différentielles, Masson, 1996.
- Formules de Picard-Lefschetz généralisées et ramification des intégrales, Bulletin Societé Mathématique de France, vol. 93, 1965, pp. 333–367.